# Jind
Jind (hindi: जींद) (punjabi: ਜੀਂਦ) är en stad i den indiska delstaten Haryana. Den är administrativ huvudort för ett distrikt med samma namn och hade 167 592 invånare vid folkräkningen 2011.